# Lepus tibetanus
A Lepus tibetanus é um leporídeo centro-asiático.